# 핵심종
핵심종(核心種, Keystone species)은 비교적 적은 개체수가 존재하면서도 생태계에 큰 영향을 미치는 생물종(種)을 말한다. 이러한 종들은 생물계 내에서 다른 많은 종의 종류와 개체수를 결정한다.
키스톤 종은 포식 행동을 통해 생태계에 영향을 주는 것이 많다. 고전적인 의미의 키스톤 종은, 주요한 식물종을 멸절시킬 위험이 있는 초식 동물을 잡아먹는 소형 육식 동물이다. 홍합을 잡아먹고 사는 불가사리 중의 일종도 이러한 역할을 하는데, 만약 이 불가사리들이 없다면 홍합의 개체수는 폭발적으로 늘어나 다른 종들의 생태에 큰 위협을 끼칠 것이다.
포식 이외의 행동을 통해 생태계에 영향을 주는 키스톤 종도 있다. 비버는 집을 댐으로 지어 생태 환경을 바꾸고, 식물의 종자를 운반하는 역할을 하는 철새들도 있다.

## 같이 보기
- 생태계 서비스
- 외래종